# Outback

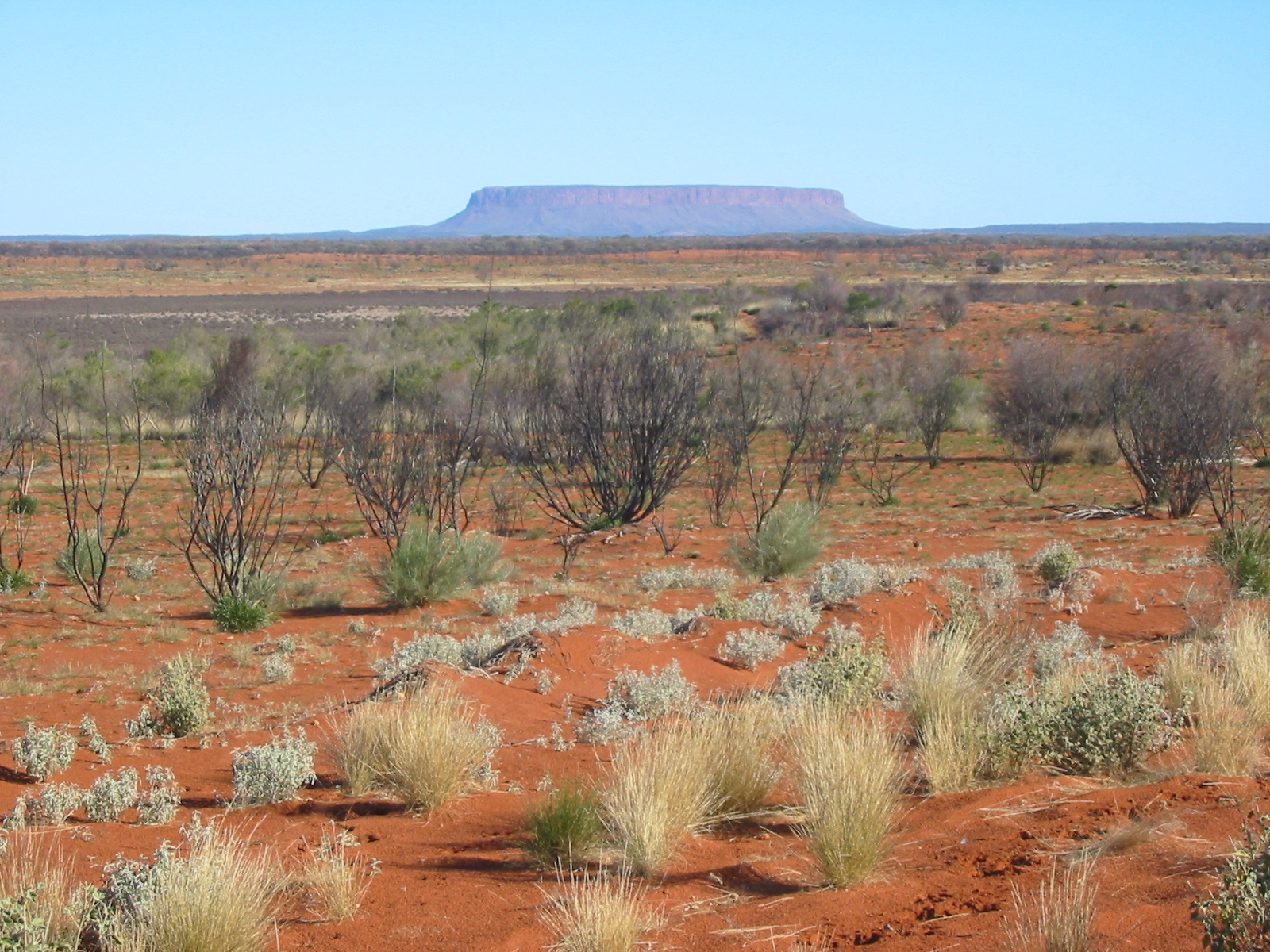
Vista do Monte Conner, no Outback australiano.

Outback (numa tradução para o português: sertão / sertania; ou numa tradução livre: o interior) é a designação pela qual o interior desértico australiano é conhecido. A região cobre boa parte do interior do país, embora não haja nenhuma demarcação ou bordas oficiais indicando onde este começa e termina.

## Características
Boa parte da extensão do Outback é coberta por uma areia grossa e avermelhada, que ocasionalmente, após o cair de breves e infrequentes chuvas, é tomada por uma vegetação rasteira. O solo é tão estéril que, mesmo com o uso de poderosos fertilizantes, a agricultura é impossível na maior parte da região.
Na sua parte norte, chamada pelos australianos de Top End, chuvas são frequentes em parte do ano (estação chuvosa). Já o centro e sul são ou semi-áridos ou áridos. A temperatura mais alta já registrada foi de 50,7 °C na pequena comunidade de Oodnadatta, Austrália Meridional, em 2 de janeiro de 1960. As noites de inverno, no entanto, frequentemente apresentam temperaturas negativas. O Outback é uma terra de extremos.
Próximo a Alice Springs, bem no meio do continente, localiza-se a famosa formação rochosa conhecida como Ayers Rock, ou Uluru, que tem 346 metros de altura e atrai turistas do mundo inteiro. Outro monte semelhante, não muito longe de Uluru, é o Monte Conner, que se eleva 300 metros sobre a planície em redor.

## Demografia
Entre as cidades localizadas no Outback australiano destacam-se Alice Springs, Coober Pedy, Broken Hill, Coolgordie e Kalgoorlie, além de muitas outras de tamanho reduzido. Nelas, muitos moradores vivem em habitações subterrâneas, onde as temperaturas extremas são evitadas.
Albergues debaixo da terra são encontrados em Alice Springs.
Menos de 10% dos australianos vivem na região considerada como Outback, embora o mesmo cubra a maior parte do país — a Austrália é formada por 56% de desertos.

## Riqueza
Apesar de a agricultura ser praticamente inexistente e praticada apenas em regiões periféricas, como no Cinturão do trigo (Wheat Belt, em inglês), no sudoeste, a região traz imensa riqueza à Austrália através das enormes reservas de minérios lá encontradas, de onde são extraídos ferro, alumínio, urânio, e em menor extensão, ouro, chumbo, níquel e zinco.

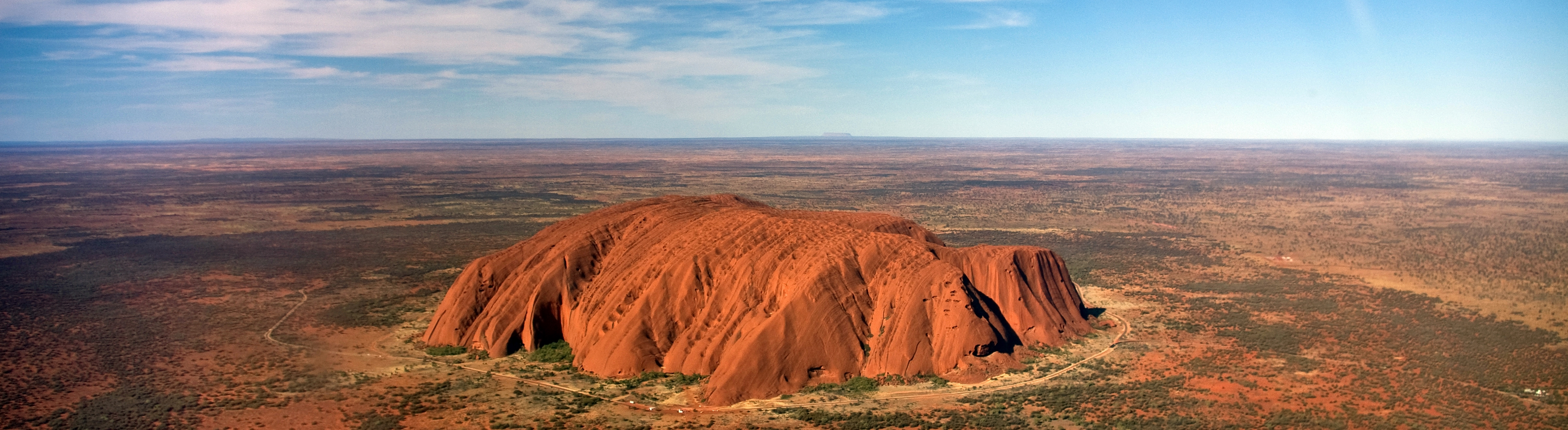
Panorama do Uluru no Parque Nacional Uluru-Kata Tjuta, Território do Norte, um Patrimônio Mundial pela UNESCO.